# Абентунг, Мартин
Мартин Абентунг (нем. Martin Abentung; 27 марта 1981, Инсбрук, Австрия) — австрийский саночник, выступающий за сборную Австрии с 1999 года. Является обладателем серебряной медали чемпионата мира 2008 года в Оберхофе, спортсмену удалось занять второе место в состязаниях смешанных команд. Лучший результат в мужских одиночных заездах показал на том же турнире, финишировав десятым. Прежде чем попасть в национальную команду, одержал победу на юниорском чемпионате мира 1999 года.
Мартин Абентунг дважды становился призёром чемпионатов Европы, в его послужном списке одна бронзовая медаль 2004 года и одна серебряная 2008-го — обе выиграны в составе смешанной команды сборной Австрии. На Кубке мира наиболее удачно выступил в сезоне 2006—2007, когда по итогам всех заездов занял в общем зачёте второе место.